# Beetke van Rasquert

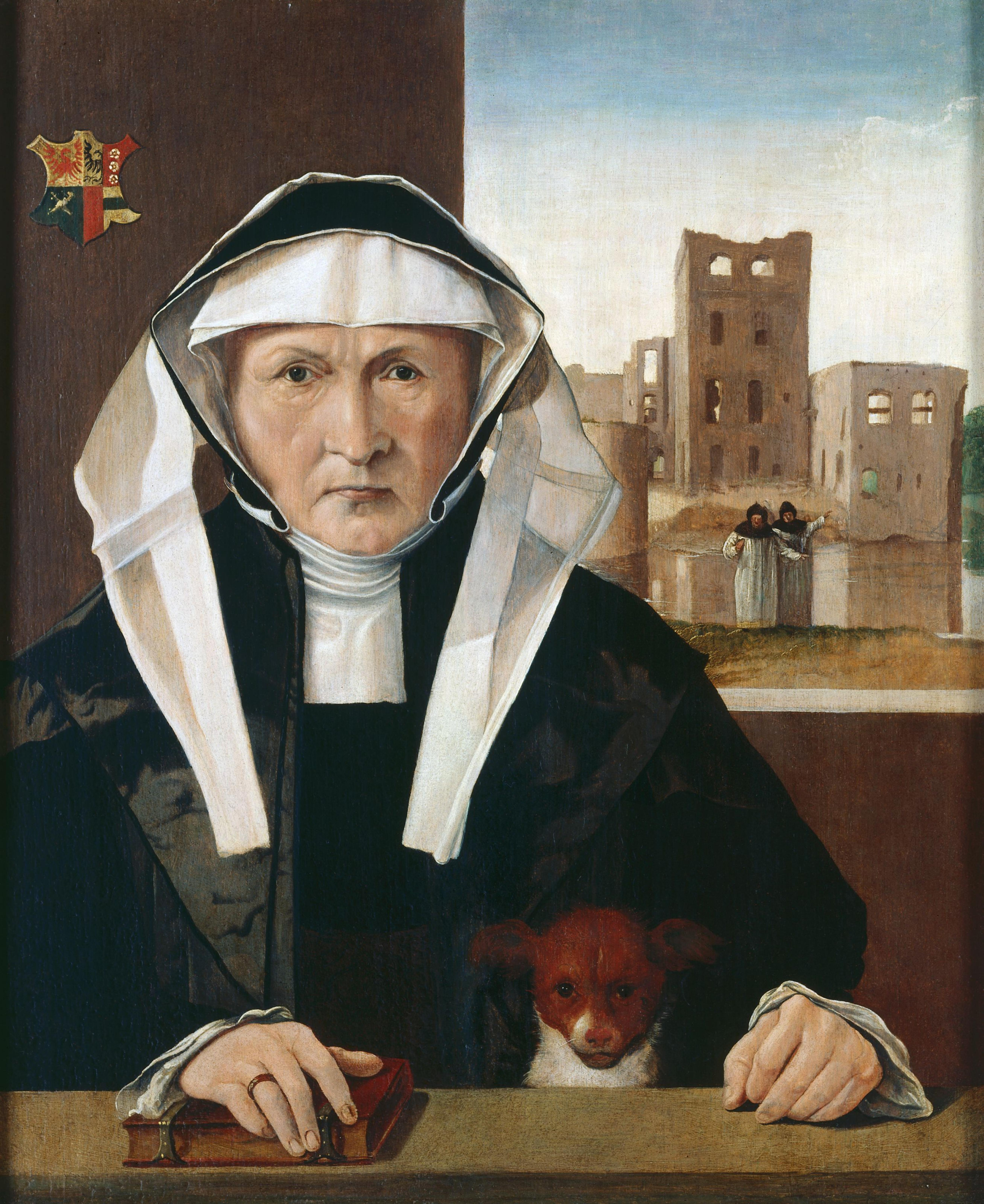
Beetke van Rasquert.

Beetke van Rasquert, född 1485, död 1554, var en nederländsk godsägare och grietman (länsherre med domsrätt).  Hon fick efter 1527 som änka kontroll över betydande landområden kring Groningen och blev en betydande lokal maktpotentat med inflytande över regionens politik, ekonomi och religion. Hon blev också föremål för lokal mytbildning. 